# Скаутское движение в России
Ска́утское движе́ние в Росси́и — молодёжное движение Российской империи и современной РФ, созданное для довоенной подготовки молодёжи, помощи ближнему, а также воспитания ответственности и патриотизма. Слово «ска́ут» (scout) переводят с английского как «разведчик». Поэтому в России скаутинг также иногда называют «разведчеством».
Как и скауты во всём мире российские скауты тоже организовывают палаточные слёты с элементами соревнований. Во время Первой мировой войны движение активно сотрудничало с Русской императорской армией и партизанами. Организация была распущена после победы большевиков в Гражданской войне. Скаутов сменило пионерское движение. После распада СССР пионерия была распущена, а скаутское движение возобновили в разных городах в виде различных скаутских организаций, их объединение начали в 2004 году с образованием Всероссийской скаутской ассоциации.

## Российская империя

### Зарождение движения (1908—1911)
Начало детского движения в Российской империи можно отнести к 8 января 1908 года, когда императором Николаем II было инициировано создание «Школ строю и гимнастики». Первым и единственным, кто исполнил волю императора, был инспектор народных училищ Бахмута А. А. Луцкевич, который создал «Народный класс военного строя и гимнастики имени наследника цесаревича Алексея Николаевича». В это формирование он набрал 40 мальчиков, одел их в военизированную форму, выдал им деревянные ружья и даже организовал для них духовой оркестр. Об организации стало известно властям и уже 22 мая 1910 года Николай II лично провёл её смотр в Царском селе. Высочайшее одобрение стимулировало создание подобных организаций, среди которых были «юные моряки», «юные сапёры», «юные разведчики» и другие. Первыми, кто откликнулся на призыв императора, были кронштадтцы, создавшие своих «потешных» в тот же день 22 мая. В 1910 году при Семёновском полку капитаном Назимовым была создана рота «потешных». 28 июля (9 августа) 1911 года был проведён первый высочайший смотр «потешных», по итогам которого С. И. Назимов был произведён в подполковники.
В связи с тем, что скаутское движение в начале XX века пришло в Российскую империю как английская франшиза, патрульная система претерпела существенные изменения, вместо английской представительной демократии, российское скаутское движение построено на монархической основе, вместо избрания вожатого членами патруля, его единолично назначает старшина роты, что описано в частности, в книге «Юный разведчик», переведённой на русский язык в 1910 году в Петрограде.
В 1909—1910 годах были основаны формирования юных разведчиков штабс-ротмистром Григорием Алексеевичем Захарченко в Москве, гвардейским капитаном Пантюховым в Царском Селе, учителем и, в будущем, известным писателем Янчевецким в Санкт-Петербурге. Идеологической основой для первопроходцев стал поступивший в продажу 15 декабря 1909 года русский перевод книги «Юный разведчик» (оригинальное название — Scouting for Boys) Бадена-Пауэлла. Судьба этих трёх российских скаутских формирований сложилась по-разному. Г. А. Захарченко удалось набрать в дружину 1500 детей и юношей, он создал лагеря для московских разведчиков в 1910—1911 годах, но в связи с командировкой в Персию он оставил работу с ней уже в 1911 году.
В. Г. Янчевецкий пошёл по другому пути. Он создал в 1910 году журнал «Ученик» со специальным разделом «Юный разведчик», который выходил еженедельно под редакцией сначала самого В. Г. Янчевецкого, а с 1913 года под редакцией Д. П. Якушева (до июля 1914 года). Хотя В. Г. Янчевецкий был штатским (в отличие от Г. А. Захарченко и О. И. Пантюхова), он включил в программу подготовки юных разведчиков военный строй. Также в первые годы в программу разведческой работы были включены: лёгкая атлетика (включая джиу-джитсу), жизнь на открытом воздухе, сигнализация, первая помощь при несчастных случаях, помощь при пожарах, уроки естественной истории на открытом воздухе, обучение ремёслам и механике, знакомство с морем, всевозможные групповые игры для развития находчивости и инициативы, приручение животных и сельскохозяйственные работы. Кроме того, В. Г. Янчевецкий в июле 1912 года организовал скаутский летний лагерь, в котором было создано первое русское звено девочек-скаутов.
Российские организаторы скаутского движения старались поддерживать связь с генералом Баденом-Пауэллом. Например, когда генерал по приглашению императора посетил в декабре 1910 года Санкт-Петербург, то он, помимо аудиенции с императором, встретился с В. Г. Янчевецким и О. И. Пантюховым. Скаутское движение также расширялось, в 1912 году возникли формирования в Нарве, Пскове, Пернове.
Движение разведчиков перед Первой мировой войной сосуществовало с движением «потешных». В 1910 году было создано формирование «потешных» в Вильно, которое возглавил есаул Эксе, который в следующем году даже издал книгу «Виленское потешное войско или Государево дело, изложенное воинским языком законов и дающее ответы на все вопросы устройства и обучения войска по английской системе, но в духе Российском». Оба движения были тогда очень похожими, и те, и другие занимались военными упражнениями. В 1911 году О. И. Пантюхов, В. Г. Янчевецкий и В. Ф. фон Эксе пытались создать «Всероссийский союз разведчиков», но власти не разрешили этого.

### Скауты национальных окраин Российской империи
Скаутские организации возникали также на национальных окраинах империи. Например, в 1910 году финский швед Рагнар Фернберг создал отряд «Мальчики-рыцари» в Финляндском княжестве Российской империи. Правда уже в 1911 году вся скаутская деятельность в Финляндии была запрещена.
Другим очагом скаутизма стало Царство Польское Российской империи. Там в августе 1911 года А. Островский создал отряд «Единица», за ним были созданы отряды «Двойка», «Тройка» и другие. Формирования Островского были нелегальными и имели антирусскую направленность. С 1913 года в Варшаве стал выходить журнал «Скаут» (закрыт с началом Первой мировой войны). В том же году был издан польский перевод книги Бадена-Пауэлла. Организации польских скаутов (харцеров) к 1914 году действовали во многих городах польского генерал-губернаторства: Лодзи, Люблине, Петрокове, Радоме, Сосновце, Седлецах, Плоцке.

### Скауты в годы Первой мировой войны
Наиболее интенсивно скаутское движение стало развиваться в годы Первой мировой войны. Скауты помогали раненым, беженцам, занимались благотворительностью, работали на общественных огородах. В годы войны движение росло. В 1915 году в Риге был создан музей по скаутизму, первый музей скаутинга в мире.
Первая мировая война привела к сплочению скаутского движения в России, хотя правительству это не очень нравилось. Центром объединения стал Петроград, где было создано Общество содействия мальчикам-разведчикам «Русский скаут». Устав «Русского скаута», утверждённый властями 28 августа (8 сентября) 1914 года, запрещал принимать в его ряды лиц моложе 19 лет, а также военнослужащих и учащихся. Хотя «Русский скаут» должен был по его уставу работать только в Петрограде, он стал центром общероссийского скаутского движения. В конце 1915 года в Российской империи скаутские организации действовали в 24 городах: Петроград, Москва, Царское Село, Петергоф, Киев, Одесса, Астрахань, Вятка, Кострома, Гомель, Пенза, Баку, Бахмут, Царицын, Пермь, Александровск, Екатеринодар, Валуйки, Бобров, Бирск, Кисловодск, Саратов и других. Популярности «Русского скаута» способствовало издание им с 1915 года первого в Российской империи скаутского журнала «Русский скаут». В декабре 1915 года (январе 1916 года) состоялся первый съезд по скаутизму в Российской империи, организованный «Русским скаутом», по итогам которого были изданы «Труды».
Кроме того, массовый исход беженцев в европейскую Россию (особенно с 1915 года) привёл к появлению национальных отрядов скаутов из беженцев. В 1916 году учитель Петрас Юргела создал в Воронеже из эвакуированных литовских школьников первый литовский скаутский отряд. В 1917 году в Одессе существовал еврейский скаутский отряд. Революционный 1917 год привёл к фактическому исчезновению правительственного контроля над формированием скаутского движения (особенно национальных отрядов). В 1917 году возникли: эстонский (в Ревеле, основан А. Ыунапуу), украинские в Белой Церкви (основатель Е. Сладченко, издавал журнал «Украинский скаутинг» («Український скавтінг») и Чернигове. Во Владивостоке в 1917 году действовал даже корейский скаутский отряд.
Осенью 1917 года насчитывалось 50 тысяч скаутов в 143 городах.
На оккупированной немцами территории Российской империи отношение к скаутам было различным. Например, в занятой в 1917 году Риге скаутский отряд распался по национальному признаку на 3 отряда: латышский, немецкий, русский.
Немцы проводили политику выборочной ликвидации национальных скаутских отрядов на оккупированной территории. Например, польские скаутские отряды (как в самой Польше, так и Риге) продолжали работать. Конечно, был сохранён немецкий скаутский отряд в Риге. А вот русские и латышские отряды немцы запретили.
На Украине гетман Скоропадский поощрял скаутинг и предписал создать скаутские отряды в школах.

### Скауты в годы Гражданской войны
Движение скаутов пользовалось благосклонностью белых правительств. При А. В. Колчаке прошёл съезд скаутских руководителей Сибири, Урала и Приуралья (Челябинск, 20 марта 1919 года), на котором была учреждена Всероссийская организация скаутов. На казачьем Дону была создана в 1918 году Донская скаутская организация. В 1919 году донской атаман Богаевский утвердил положение «О донской организации юных разведчиков». Эта организация должна была работать по скаутской методике Бадена-Пауэлла, принимать как мальчиков, так и девочек, но её руководитель подчинялся казачьему атаману, получившему статус «покровителя донских скаутов». В том же году в Новочеркасске прошёл съезд скаутмастеров юга России, избравший старшим скаутом России Пантюхова. Среди кубанских казаков активную работу вёл в Гражданскую войну Э. П. Цытович. В 1919 году в Армавире прошёл скаутский слёт.
Хотя большевики не одобряли скаутинг, часть руководителей сотрудничала с красными. Например, О. С. Тарханов создал отряд «Скаут с маузером вместо посоха».

### Ликвидация движения в России
В 1922 году после образования Всероссийского Пионерского движения имени Спартака, часть скаутских организаций была преобразована в пионерские (см., например, Ливенский клуб «Красный скаут» - но это были не скауты и малочисленная группа). Оставшиеся со временем были запрещены. В апреле 1926 ОГПУ произвело массовые аресты скаутов - не детей и не скаутов и по уголовным статьям (отправленных главным образом в СЛОН). По свидетельству одного из бывших заключённых внутренней тюрьмы ОГПУ, разведчики, попадавшие в мрачные тюремные застенки, несли с собой свет и вселяли надежду в сердца арестованных (по материалам парижской русской газеты «Возрождение» 1927 года). Вероятно дольше всех сопротивлялись скауты-евреи, организация которых (Союз еврейских скаутов «Ха-шомер ха-цаир» («Юный страж»)) функционировала в Белоруссии и на Украине в 1924—1927 годах. Некоторые лидеры скаутов пошли на сотрудничество с большевиками. Ярким примером является В. Г. Ян, ставший известным советским писателем и избежавший репрессий.

### Известные скауты Российской империи
Среди русских скаутских деятелей можно назвать таких, как Э. П. Цытович, являвшийся начальником царскосельского отряда скаутов, переименованного при нём в «Юные разведчики», который привлёк к движению скаутов великого князя Георгия Константиновича и, по распоряжению императора Николая II цесаревича Алексея и много сделавший для этого движения; доктор Анохин (Киев, 1-й женский отряд); скульптор Жуков; вице-адмирал Бострем (председатель общества содействия мальчикам-разведчикам «Русский скаут» в Петербурге), генерал-майор Чайковский (председатель аналогичного московского общества), В. А. Попов (главный редактор журнала «Вокруг света»). Московскими скаутами были: сын С. Т. Морозова Савва, внук В. М. Васнецова Виктор, поэт и драматург Адуев (автор «Гимна разведчиков»), В. А. Шнейдеров (кинорежиссёр), Э. Т. Кренкель (полярник). Петербургскими скаутами были: В. В. Вишневский (писатель, драматург), В. А. Рождественский (поэт), Борис Смирнов (художник), Л. И. Борисов (писатель), черниговским — математик Никольский. Во Франции скаутом был Андрей Блум (митрополит Антоний Сурожский).
Скаутом был известный спортсмен и писатель Борис Лукьянович Солоневич, после побега из СССР он написал книгу «Молодежь и ГПУ» о подпольной деятельности скаутов и репрессий против них ГПУ и Комсомола.
В РПЦ причислены к лику святых скауты: страстотерпец цесаревич Алексей Николаевич и святитель Василий Кинешемский (Вениамин Сергеевич Преображенский), написавший ряд педагогических пособий для скаутского движения. Среди известных членов скаутского движения можно также упомянуть архиепископа Нафанаила (Львова).

## Русские скауты за пределами СССР
Благодаря тому, что части руководителям и ребятам удалось эмигрировать за границу, разведческие традиции и методики сохранились и работа беспрерывно продолжалась в среде русской белой эмиграции. Скаутское движение среди эмигрантов было восстановлено уже в 1920 году в Турции ещё до того, как остатки «врангелевцев» разместились в Галлиполи. 25 марта 1920 года на острове Принкипо собрался съезд скаутских отрядов. 22 марта 1921 года О. И. Пантюхов основал в Константинополе совет по делам русских скаутов. Белая эмиграция принесла скаутинг в страны, где его не было, например, в Болгарию, где первый русский скаутский отряд появился в конце 1920 года в Варне (первый болгарский скаутский отряд возник только в 1922 году). В эмиграции русские скауты Пантюхова вошли в созданный в 1922 году Славянский союз скаутов и гайд. Сам О. И. Пантюхов перебрался в США. Он составил и утвердил в 1924 году устав Всероссийской национальной организации русских скаутов, а также издал на свои деньги в Белграде в 1929 году книгу «Русским скаутам. Приказы, инструкции, информация и беседы». Русские скаутские организации возникли в целом ряде стран: Великобритания (в 1931 году), Бельгия (действовали в 1924—1933 годах), Бразилия (с 1931 по 1933 год, возможно и позднее), Венгрия (с 1935 года), Венесуэла (точно неизвестно, но имеется фотография скаутов там в 1929 году), Германия (с 1920 года вели работу, в 1923 году появилась дружина), Греция (работу вели с 1920 года, но прекратили в 1935 году), Египет (работу вели скорее всего до 1930-х годов), Китай (с 1925 года, в Маньчжурии раньше — с 1917 года), Франция, Эстония, Литва (русская скаутская дружина возникла в 1922 году), Польша (русскую скаутскую работу вели в целом ряде городов, но в 1939 году лишь в Бресте, Варшаве и Гродно), Финляндия, Чехословакия (Закарпатье) и Югославия (с 1921 года).
Национальная организация русских скаутов пережила ряд расколов в 1920—1930-е годы. В 1932 году Богданович вышел из НОРС и создал НОРР, куда вошли почти все русские скауты Франции, а также часть скаутов Болгарии.

### Вторая мировая война
В годы Второй мировой войны, несмотря на то, что скаутские объединения были запрещены нацистами, находились те, кто работал со скаутами в подполье. Часть руководителей, во главе с Б. Б. Мартино, возобновили деятельность русской скаутской организации в ноябре 1945 года под названием ОРЮР (до этого организация несколько раз меняла своё название, 1920 — ОРСзг (Организация русских скаутов за границей), 1924 — ВНОРС (Всероссийская национальная организация русских скаутов), НОРС, НОРС-Р — около 1934, 1942 — НОРР, ОР). Под названием Организация российских юных разведчиков (ОРЮР) русская скаутская организация была зарегистрирована в международном скаутском бюро. Отделы ОРЮР активно функционировали в Западной Европе, Австралии, Южной и Северной Америках. В 1979 году, уже после смерти О. И. Пантюхова, произошло объединение ОРЮР и части НОРС.
В 1942 году Р. В. Полчанинов создал на оккупированной нацистской Германией территории СССР скаутскую организацию при Псковской православной миссии.

### Послевоенный период
После Второй мировой войны скаутские группы возникли уже в конце 1940-х годов в западных зонах оккупации Австрии и Германии. В составе русских скаутских отрядов в эмиграции были подразделения, состоящие из представителей других национальностей, например, калмыков. Установление коммунистических режимов в странах Восточной Европы привело к закрытию там скаутских организаций — в Польше (1951 год), в Германии (в 1957 году отдел там объединён с европейским). Однако послевоенная русская эмиграция дала питательную среду для расширения скаутского движения на те страны, где его ранее не было. В послевоенные годы русская скаутская работа возобновилась в Бразилии и Венесуэле и началась в Австралии (1948 год), Аргентине (с 1948 года), Канаде (с 1950—1951 годов), Марокко (с 1947 года до 1952 года), Парагвае (быстро прекратилась).

## Скаутские организации в России после 1990 года
В августе 1990 года в РСФСР был проведён первый лагерь ОРЮР в селе Горелец Костромской области по благословению епископа Костромского и Галичского Александра, в лагере были утренние и вечерние молитвы и некоторые участники даже приняли крещение. 15—17 ноября того же года в Москве прошёл учредительный съезд российских скаутов с участием представителей ОРЮР, в том числе Олега Олеговича Пантюхова (сына Олега Ивановича Пантюхова). В 1992 году были официально открыты российские отделы ОРЮР, в 1993 году зарегистрирован устав ОРЮР в РФ. В 1996 году организация в РФ стала полностью автономной и выбрала свои верховные органы управления. В 2010 году была учреждена ФСР (Федерация следопытов России) — детская общественная организация, в основе деятельности которой лежит следопытский метод.

## В культуре
В литературе
- Рыбаков А. Н., повесть «Кортик»

В кинематографе
- «Красные пчёлы», художественный фильм (1972)
- «Кортик», художественный фильм (1973)